# Масакр у Мокроногама
Масакр у Мокроногама било је масовно убиство девет муслиманских цивила у селу Мокроноге код Томиславграда у Босни и Херцеговини. Починио га је 10. августа 1993. године Иван Баковић, војник Хрватског вијећа одбране (ХВО) током Бошњачко-хрватског рата. У новембру 1999. године, Општински суд у Загребу прогласио је Ивана Баковића кривим у одсуству и осудио га на 15 година затвора. Након хапшења Ивана Баковића, суђено му је и пред Кантоналним судом у Ливну и проглашен је кривим за ратне злочине почињене против цивилног становништва. Године 2004. осуђен је на 15 година затвора.

## Масакр
У образложењу пресуде Општинског суда у Загребу, којим је председавао Ранко Маријан, наводи се да се Иван Баковић, познат као Икач, појавио заједно са најмање једном неидентификованом особом 10. августа 1993. године у селу Мокроноге, на прагу куће породице Бешлага. Наоружан аутоматском пушком и митраљезом и у униформи, ушао је у кућу и усмерио своје оружје на Хусеина, Емира, Субху, Емиру и Дику Бешлагу, Ибрахима, Мухарема и Мустафу Тира, као и на Синху Ђулиман. Наредио им је да изађу из куће. Заједно са својим саучесником, држећи жртве на нишану, одвео их је у оближњу шуму, удаљену око 500 метара, и наредио им да легну на земљу, лицем надоле. Затим су двојица нападача испалила најмање 33 хица из аутоматског пиштоља и 51 хитац из митраљеза. Свих девет жртава је убијено на лицу места.
Током изношења доказа пред судом, најрелевантнији је био исказ малолетне Амеле Бешлаге, која је препознала убицу у ноћи када је дошао у њихову кућу. Баковић је био кум њеног оца на његовом венчању. Када им је Баковић наредио да легну, њена мајка га је преклињала: „Немој то да радиш, брате Иване. Твој тата је био добар човјек“. Баковић је одговорио: „Можда је био добар, али ја сам усташа“, и извео их из куће.